# 加富阿利富环礁
北胡瓦杜环礁（羅馬化：Huvadhu Atholhu Uthuruburi），行政名称加富阿利富环礁（以第七个与第八个它拿字母命名），是馬爾代夫的行政環礁，由82個島嶼（其中11座有人居住）形成。在2014年，該環礁的人口約有10,873人。
加富阿利富環礁是行政環礁，僅為行政區劃，並不是自然環礁。一如其他行政環礁，這些名稱並不能精確地從地理或文化上劃分馬爾代夫。

## 外部鏈結
加富阿利富環礁官方介紹（英語）（页面存档备份，存于）